# Shullsburg
La ville américaine de Shullsburg est située dans le comté de Lafayette, dans le Wisconsin. Elle comptait 1 226 habitants lors du recensement de 2010.

## Personnalités liées à la ville
George Safford Parker, inventeur et industriel américain, est né dans cette ville en 1863.